# Rozdollea, Kompaniivka
Rozdollea (în ucraineană Роздолля) este un sat în comuna Cervonoverșka din raionul Kompaniivka, regiunea Kirovohrad, Ucraina.

## Demografie
Componența lingvistică a localității Rozdollea
     Ucraineană (95,8%)
     Rusă (4%)
Conform recensământului din 2001, majoritatea populației localității Rozdollea era vorbitoare de ucraineană (95,8%), existând în minoritate și vorbitori de rusă (4%).